# Železniční doprava v Estonsku

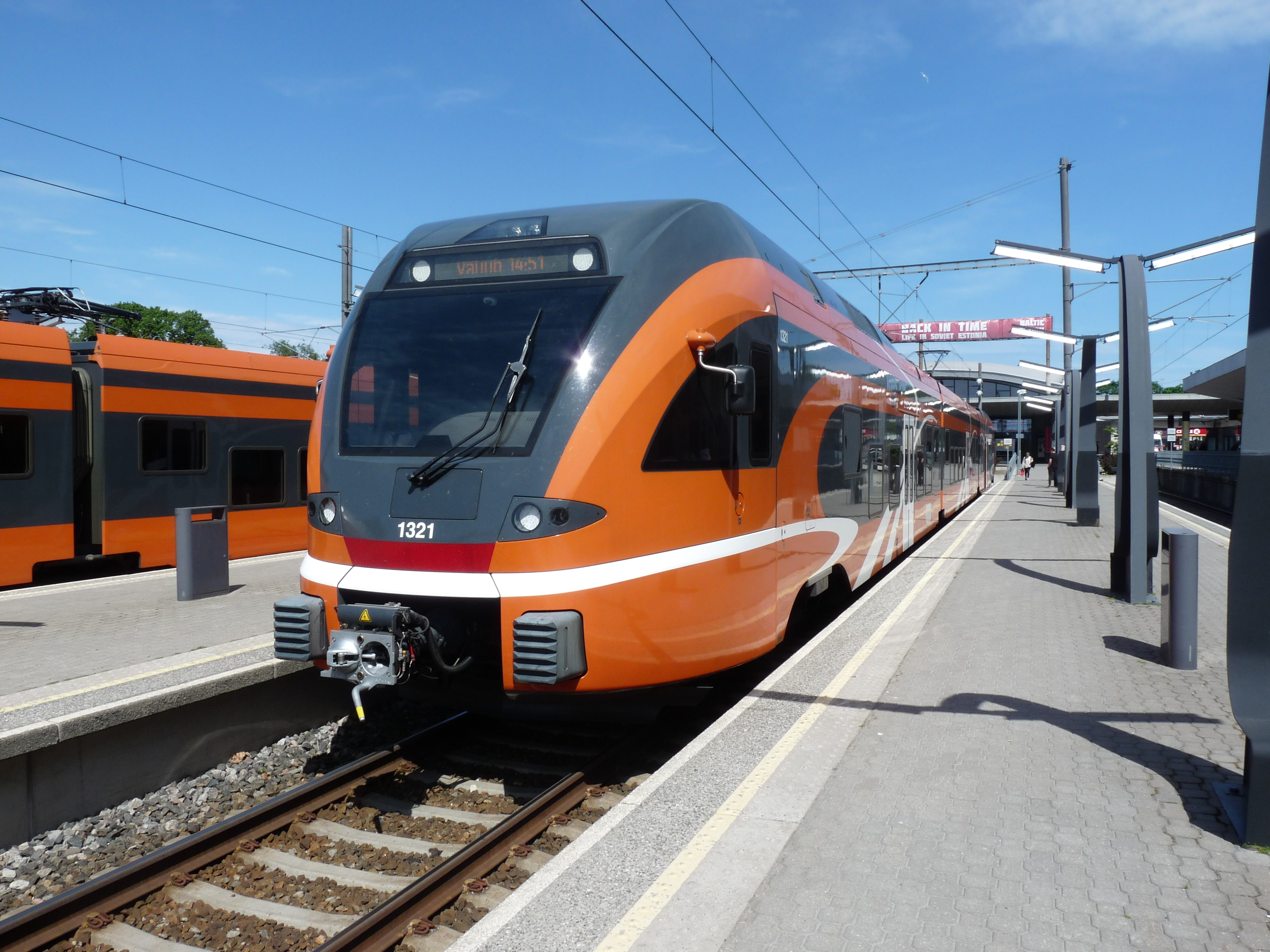
Elektrická jednotka Stadler FLIRT dopravce Elron v Tallinnu

Železniční doprava v Estonsku je součástí dopravního systému v zemi. Hlavním regulátorem železničního provozu je v Estonsku Tarbijakaitse ja Tehnilise Järelevalve Amet (Úřad pro ochranu spotřebitele a technický dozor). V roce 2020 úřad registroval 2 141 km kolejí. Největšími provozovateli dráhy v zemi jsou společnosti Eesti Raudtee a Edelaraudtee. Nejvýznamnějšími dopravci jsou Elron v osobní dopravě a Operail v dopravě nákladní.
Estonsko je členem Mezinárodní železniční unie, UIC kód země je 26. V zemi je převážně používán rozchod koleje 1 520 nebo 1 524 mm, kromě toho zde existují také úzkorozchodné průmyslové dráhy. Plánovaná vysokorychlostní trať Rail Baltica, která Estonskem povede v severojižním směru, pak má využívat standardní rozchod 1 435 mm. Některé tratě v okolí Tallinnu byly v průběhu 20. století elektrizovány s využitím napájecí soustavy 3 kV DC, strategický plán na roky 2020–2028 počítá s elektrizací zbytku sítě soustavou 25 kV 50 Hz.

## Historie

### Ruské impérium
První železniční tratí na území dnešního Estonska se v roce 1870 stala trať Paldiski – Tallinn – Tapa – Narva – Gatčina. Trať byla postavena o rozchodu 1 524 mm a ve stanici Gatčina se napojovala na existující trať Petrohrad – Varšava. V roce 1876 vznikla odbočka Tapa – Tartu, v roce 1887 byla prodloužena až do města Valga. Roku 1889 byla zprovozněna trať Pskov – Riga, která přes Valgu také vedla. Dále byly na přelomu 19. a 20. století vybudovány tratě Valga – Mõisaküla – Pärnu, Mõisaküla – Viljandi a Viljandi – Tallinn o rozchodu 750 mm. V roce 1904 tak železniční síť na území Estonska čítala 650 km širokorozchodných a 373 km úzkorozchodných železnic. Další nová širokorozchodná trať vznikla v roce 1906, a to (Tallinn) – Keila – Haapsalu.

### Estonská republika (1918–1940)

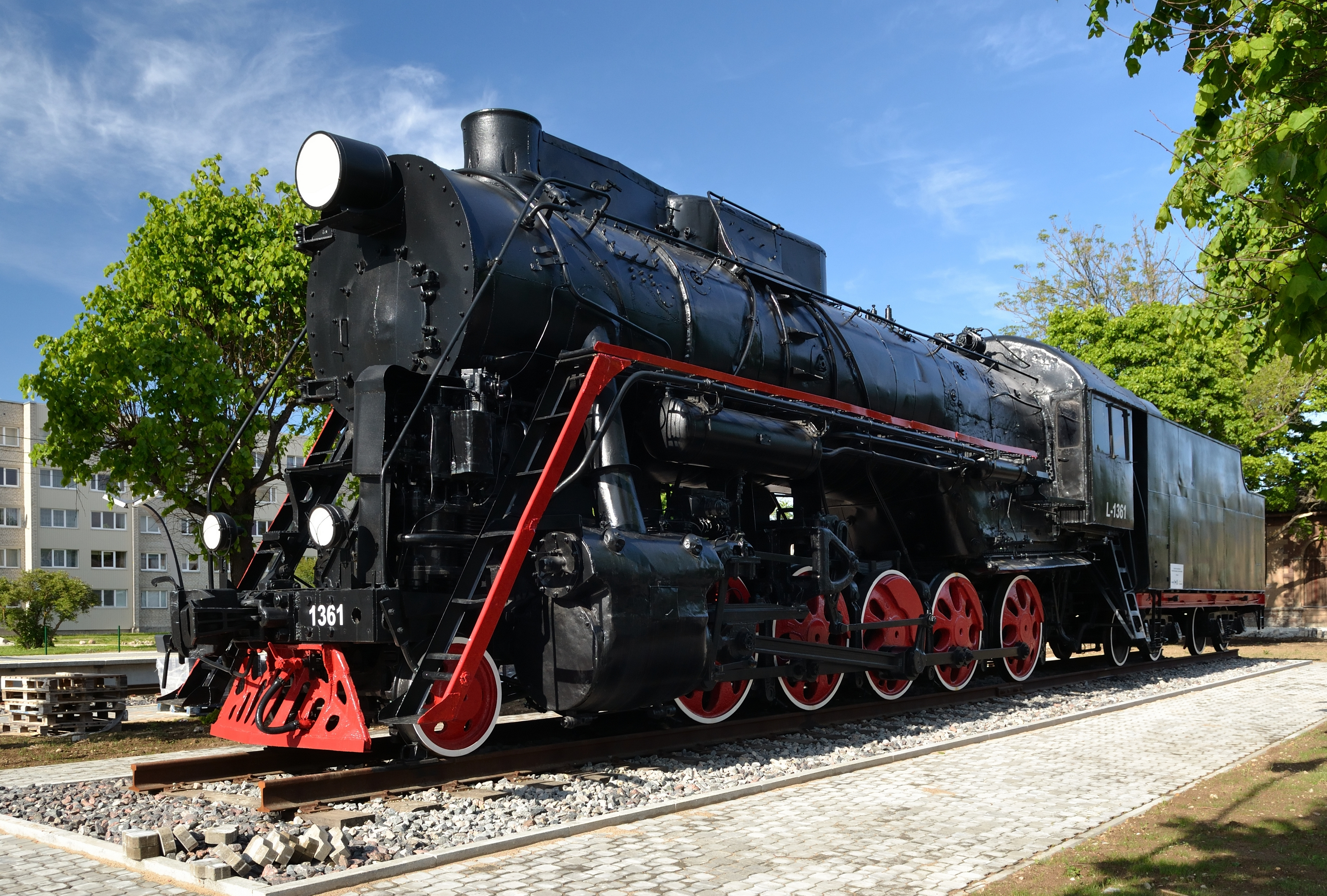
Sovětská lokomotiva Л-1361 před nádražím v Tapě

Estonsko na konci první světové války vyhlásilo nezávislost, kterou si obhájilo v osvobozenecké válce (1918–1920). Železniční dopravu v nově samostatné republice tak převzala státní společnost Eesti Raudtee (Estonská železnice). V meziválečném období v zemi docházelo k dalšímu rozvoji úzkorozchodných železnic; zprovozněna byla také spojka Tartu – Pečory (1931, Pečory se tehdy nacházely v Estonsku).
V roce 1924 byl na trati Paldiski – Narva elektrizován jedenáctikilometrový úsek mezi stanicí Pääsküla a Tallinnem. Použita byla stejnosměrná napájecí soustava 1,2 kV.

### Sovětská okupace (1940–1991)

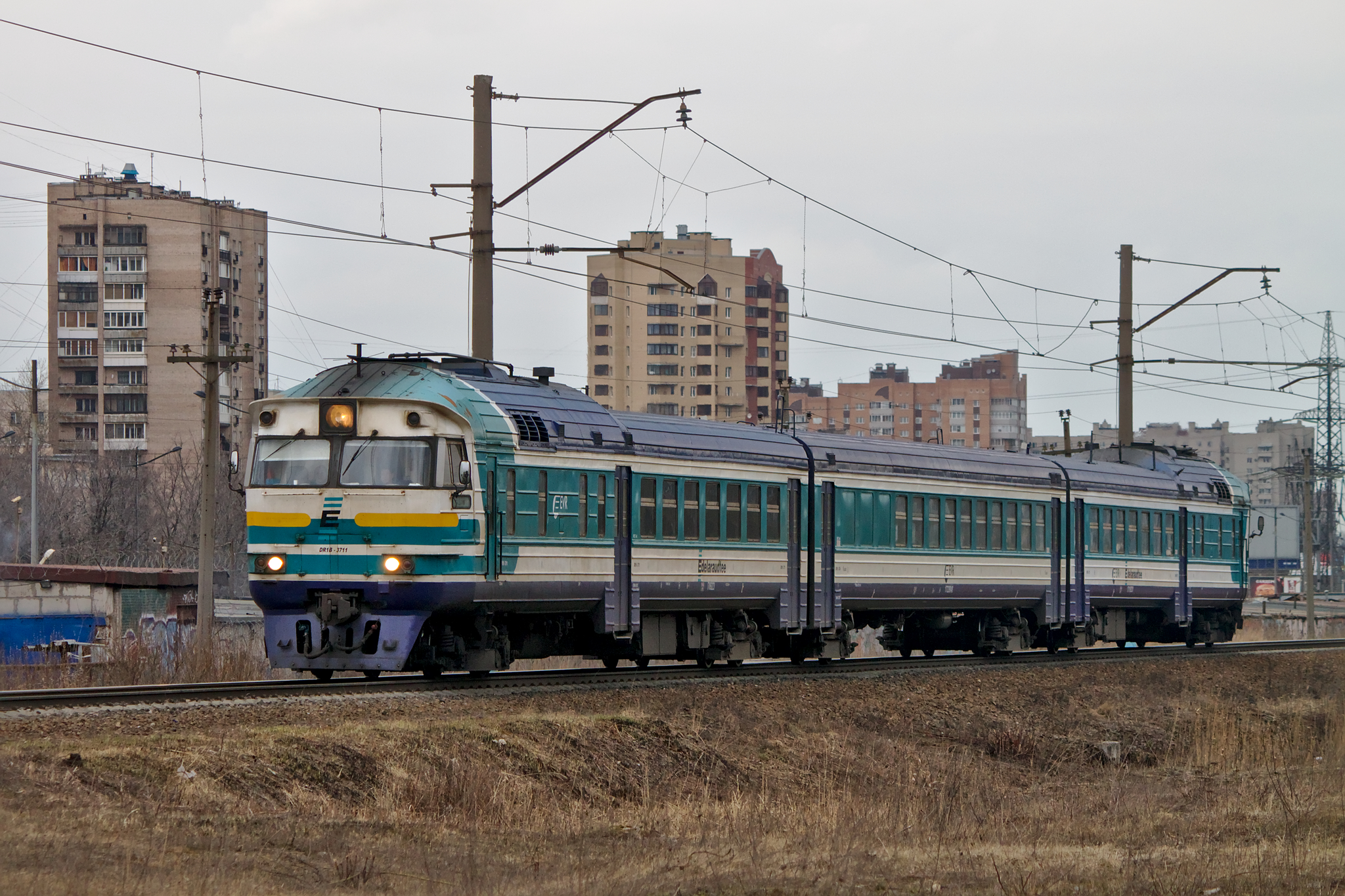
Jednotka DR1A společnosti Edelaraudtee

Na základě paktu Ribbentrop–Molotov se Estonsko počátkem druhé světové války stalo součástí Sovětského svazu jako svazová republika. Během nacistické okupace Estonska (1941–1944) byla železniční síť konvertována na rozchod 1 435 mm a provozována byla německá vozidla, po obnovení sovětské republiky se rozchod železnic vrátil k původní hodnotě 1 524 mm. Během války došlo také k demontáži trolejového vedení na zmíněném úseku Pääsküla – Tallinn; troleje byly obnoveny v roce 1946, tentokrát s napětím 1,1 kV DC.
Mezi lety 1957 až 1959 byl na estonských železnicích ukončen parní provoz výměnou za provoz dieselový. Docházelo také k pozvolné elektrizaci dalších úseků, tentokrát napájecí soustavou 3,3 kV DC. V roce 1978 tak celková délka elektrizovaných tratí činila 118 km. Během druhé poloviny 20. století byly v Estonsku zrušeny také prakticky všechny úzkorozchodné železnice s výjimkou úseku Tallinn – Lelle – Viljandi, který byl přestavěn na rozchod 1 524 mm. Města Pärnu a Mõisaküla získala náhradní spojení díky trati Lelle – Pärnu – Mõisaküla.
Osobní provoz na železnicích v sovětském Estonsku zajišťovaly především jednotky vyrobené v lotyšské vagonce RVR. V roce 1980 bylo na železnici přepraveno 36,5 milionu cestujících. Rostl také význam nákladní dopravy, například v souvislosti s výstavbou přístavu Muuga (1986), kudy se do Sovětského svazu importovalo obilí a naopak vyvážely ropné produkty.

### Přelom tisíciletí

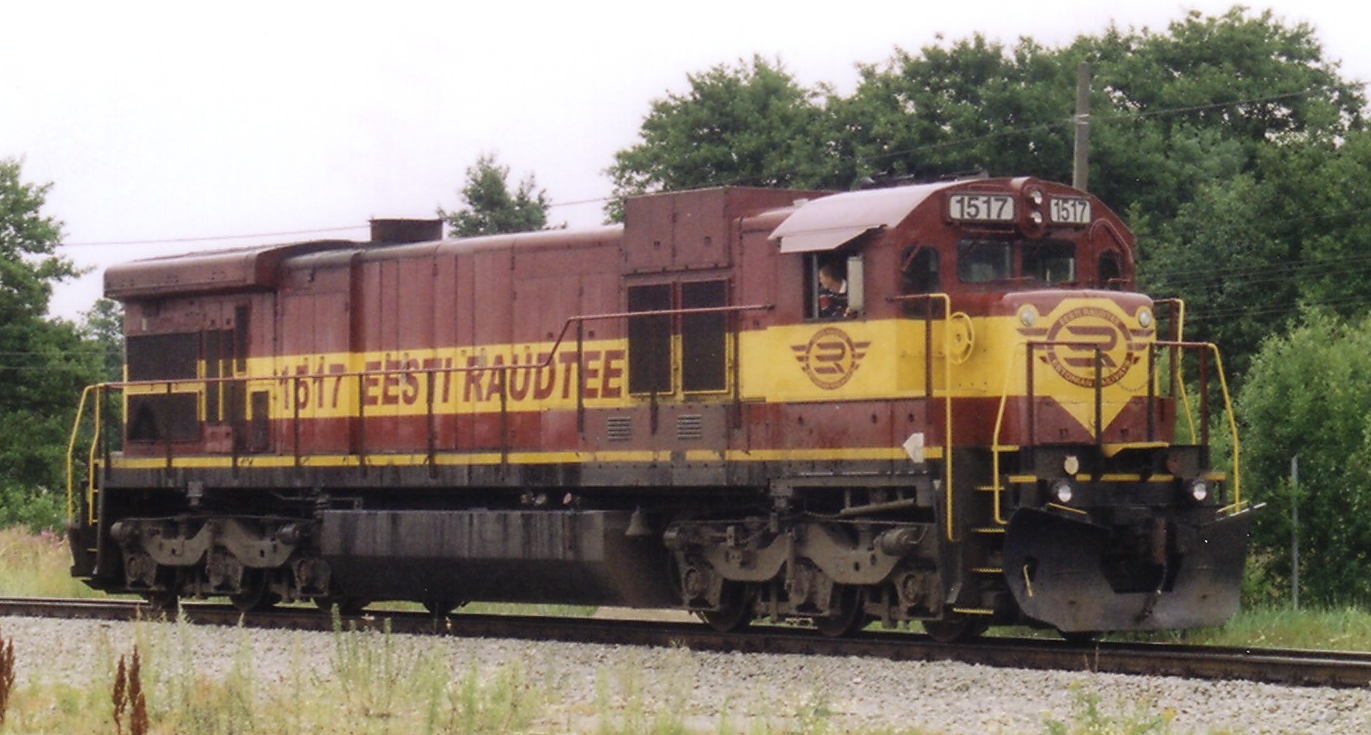
Dieselová lokomotiva General Electric C36-7i, využívaná v Estonsku po privatizaci nákladní železniční dopravy

V roce 1991 byla fakticky obnovena nezávislost Estonska, o rok později také činnost společnosti Eesti Raudtee (EVR). Ta byla nicméně v devadesátých letech privatizována jako akciová společnost. Z Eesti Raudtee se oddělily firmy Edelaraudtee (Jihozápadní železnice, provoz na regionálních tratích), Elektriraudtee (Elektrická železnice, provoz v okolí hlavního města) a EVR-Ekspress (provoz mezinárodních vlaků). EVR tak nově provozovala pouze nákladní vlaky. Výhradním akcionářem EVR zůstával estonský stát, a to až do roku 2001, kdy dvě třetiny podílu prodal firmě Baltic Rail Services (BRS).
Estonsko v roce 1992 vstoupilo do Mezinárodní železniční unie a získalo kód 26. Železniční doprava v zemi ale spíše stagnovala. Trať Keila – Haapsalu byla odprodána soukromé společnosti (1997) a následně v úseku Riisipere – Haapsalu zrušena (2004), provoz byl zastaven také na trati Pärnu – Mõisaküla (osobní 1996, nákladní 2000, fyzická likvidace 2008). Tratě Tallinn – Lelle, Lelle – Viljandi a Lelle – Pärnu byly odprodány společnosti Edelaraudtee. Z hlediska objemu osobní dopravy byl nejslabší rok 2002, kdy byla celková délka cest 177 693 osobokilometrů. Absolutní počet přepravených cestujících klesal až do roku 2013, kdy dosáhl 4,215 milionu. Význam nákladní dopravy v tomto období naopak stále rostl a maxima dosáhl teprve v roce 2004, kdy bylo přepraveno 72,257 mil. tun zboží.
V roce 2007 estonský stát odkoupil zpět podíl v EVR za 2,35 mld. EEK (asi 4,24 mld. tehdejších českých korun). Estonsko se v roce 2004 stalo součástí Evropské unie, a tak v souladu s evropskými předpisy došlo k dalšímu rozdělení EVR na společnost spravující železnice (nynější Eesti Raudtee) a na nákladního dopravce EVR Cargo (od roku 2018 přejmenován na Operail).

### Současnost
Mezi lety 2013 a 2014 došlo k výrazné modernizaci osobní železniční dopravy. Veškerý osobní provoz převzala společnost Elron (Eesti Liinirongid, tj. Estonské linkové vlaky, nástupce společnosti Elektriraudtee) a vozy lotyšské výroby byly nahrazeny jednotkami Stadler FLIRT. Celkem bylo dodáno 20 dieselových a 18 elektrických jednotek. Počet cestujících v osobní dopravě v roce 2022 vzrostl na 7,049 milionu (před pandemií covidu-19 dosáhl maxima v roce 2019, a to 8,373 milionu). Význam nákladní dopravy naopak upadá: v roce 2022 bylo přepraveno jen 17,708 mil. tun.
Pro špatný technický stav byla koncem roku 2018 uzavřena trať Lelle – Pärnu. Koncem roku 2019 byl obnoven provoz na části zrušené trati do Haapsalu, a to mezi stanicemi Riisipere a Turba. Byly také zahájeny práce na projektech obnovy dalších úseků: Turba – Ellamaa (2020), Ellamaa – Risti a Risti – Saunja (2021), Saunja – Haapsalu (2022) a Haapsalu – přístav Rohuküla (2023). Dokončení projekčních prací je předpokládáno v prvním čtvrtletí roku 2024, poté proběhnou soutěže na zhotovitele stavby.
Dlouhodobým projektem je modernizace hlavních tratí Tallinn – Tapa – Tartu a Tapa – Narva. Tratě jsou postupně elektrizovány, dochází na nich k dílčím úpravám ve směrovém vedení, k modernizaci železničního svršku a spodku a k výměně zabezpečovacího zařízení s cílem zvýšit traťovou rychlost na až 160 km/h.
Estonsko je také součástí projektu Rail Baltica. Plánovaná vysokorychlostní trať má zemí procházet v severojižním směru mezi Tallinnem a Pärnu a dále pokračovat do Lotyšska. V roce 2023 se trať nacházela v různých fázích projektové přípravy: zatímco v okolí Tallinnu začala koncem roku výstavba mostních objektů a úseky mezi Tallinnem a Tootsi (asi 30 km severně od Pärnu) měly kladné stanovisko vlivu na životní prostředí, u úseků v kraji Pärnu teprve probíhal definitivní výběr trasy. V říjnu 2023 začala výstavba dopravního terminálu Ülemiste nedaleko tallinského letiště, terminál v Pärnu získal v květnu téhož roku stavební povolení.

## Železniční síť

Síť estonských veřejných železnic (stav k roku 2015)

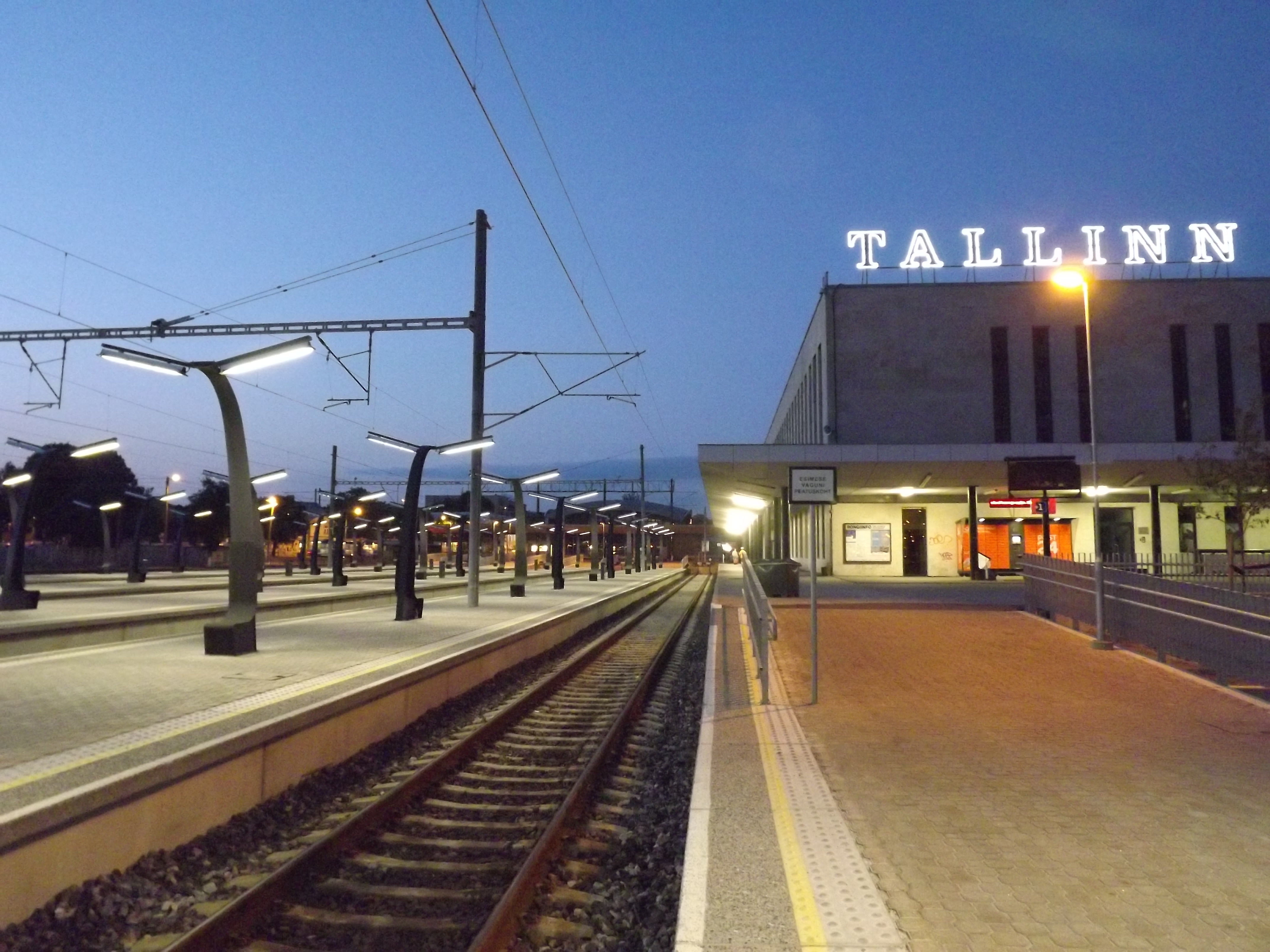
Baltská stanice v Tallinnu

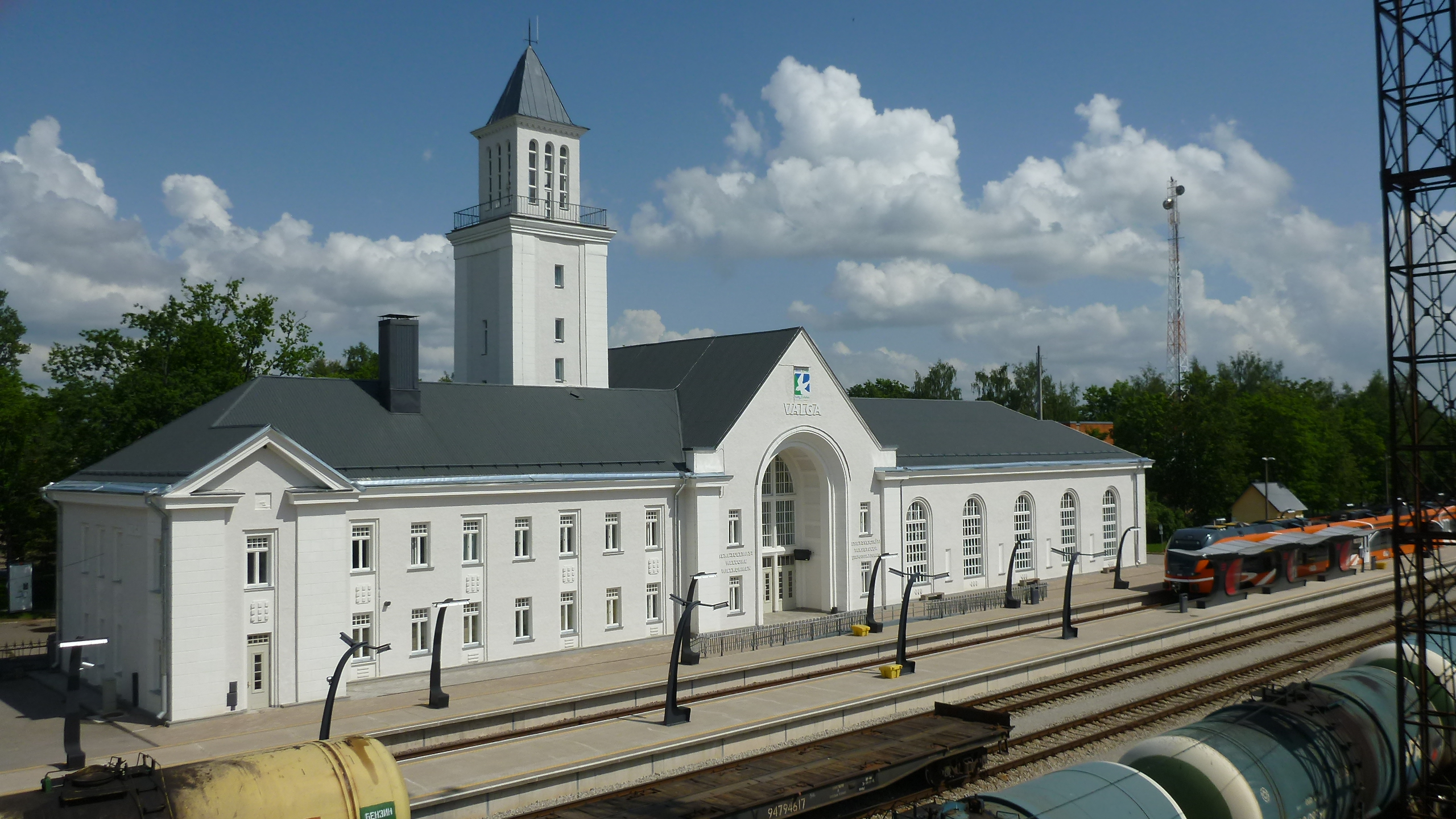
Stanice Valga

Estonská železniční síť se podobně jako sítě v ostatních baltských státech skládá z poměrně malého počtu tratí, které se paprskovitě rozbíhají od hlavního města. Vedle veřejných železničních tratí v zemi existují také soukromé, zejména průmyslové železnice; je to například 19 km dlouhá trať Rakvere – Kunda nebo 200 km dlouhý systém vleček dopravujících ropnou břidlici, která se těží na severovýchodě. Veřejná železniční síť celkem měří 1 441 km, z čehož 1 219 km spravuje Eesti Raudtee a 222 km Edelaraudtee. Železnice používá vzájemně kompatibilní rozchody koleje 1 520 a 1 524 mm. 94 km tratí je dvojkolejných, 225 km kolejí elektrizovaných. Používaná napájecí soustava je 3 kV DC. 
V zemi se nachází 72 železničních stanic a 153 zastávek. Největší stanicí je Balti jaam (Baltská stanice) v Tallinnu. Prakticky všechna nástupiště prošla v uplynulých letech rekonstrukcí a jejich nástupní hrany se tak nacházejí ve standardizované výšce 550 mm nad temenem kolejnice. Na železnici je také napojeno několik přístavů, např. Tallinn, Muuga nebo Sillamäe.
| Správce       | Trať                                | Délka (km) | Denní rozsah osobního provozu (leden 2024) |
| ------------- | ----------------------------------- | ---------- | --- |
| Eesti Raudtee | Tallinn – Tapa – Narva              | 209,6      | 7 párů rychlíků Tallinn – Tapa – Tartu (celotýdenně), 2 páry rychlíků Tallinn – Tapa – Narva (celotýdenně), 13 párů příměstských osobních vlaků Tallinn – Aegviidu (celotýdenně), 4 páry osobních vlaků Tallinn – Tapa – Tartu (celotýdenně), 3 páry osobních vlaků Tallinn – Tapa – Narva (celotýdenně), 1 pár osobních vlaků Tallinn – Tapa – Rakvere (celotýdenně), 1 vlak Jõgeva – Tartu (v pracovní dny) |
| Eesti Raudtee | Tapa – Tartu                        | 112,5      | 7 párů rychlíků Tallinn – Tapa – Tartu (celotýdenně), 2 páry rychlíků Tallinn – Tapa – Narva (celotýdenně), 13 párů příměstských osobních vlaků Tallinn – Aegviidu (celotýdenně), 4 páry osobních vlaků Tallinn – Tapa – Tartu (celotýdenně), 3 páry osobních vlaků Tallinn – Tapa – Narva (celotýdenně), 1 pár osobních vlaků Tallinn – Tapa – Rakvere (celotýdenně), 1 vlak Jõgeva – Tartu (v pracovní dny) |
| Eesti Raudtee | Valga – Koidula                     | 91,5       | bez osobní dopravy |
| Eesti Raudtee | Tartu – Koidula                     | 83,5       | 2 páry osobních vlaků (celotýdenně) |
| Eesti Raudtee | Tartu – Valga                       | 82,5       | 4 páry osobních vlaků (celotýdenně) |
| Eesti Raudtee | Tallinn – Keila – Klooga – Paldiski | 47,6       | Pásmový provoz: Tallinn – Pääsküla: interval 8–12 minut ve špičkách pracovních dní; 30 minut o víkendu, Pääsküla – Keila: interval 20 minut v pracovní dny; 30 minut o víkendu, Keila – Klooga – Paldiski: interval 60 minut celotýdenně, Keila – Klooga – Turba: interval 60–90 minut celotýdenně, Keila – Klooga – Kloogaranna: 4 páry osobních vlaků (celotýdenně)                                         |
| Eesti Raudtee | Keila – Turba                       | 30,9       | Pásmový provoz: Tallinn – Pääsküla: interval 8–12 minut ve špičkách pracovních dní; 30 minut o víkendu, Pääsküla – Keila: interval 20 minut v pracovní dny; 30 minut o víkendu, Keila – Klooga – Paldiski: interval 60 minut celotýdenně, Keila – Klooga – Turba: interval 60–90 minut celotýdenně, Keila – Klooga – Kloogaranna: 4 páry osobních vlaků (celotýdenně)                                         |
| Eesti Raudtee | Klooga – Kloogaranna                | 3,4        | Pásmový provoz: Tallinn – Pääsküla: interval 8–12 minut ve špičkách pracovních dní; 30 minut o víkendu, Pääsküla – Keila: interval 20 minut v pracovní dny; 30 minut o víkendu, Keila – Klooga – Paldiski: interval 60 minut celotýdenně, Keila – Klooga – Turba: interval 60–90 minut celotýdenně, Keila – Klooga – Kloogaranna: 4 páry osobních vlaků (celotýdenně)                                         |
| Edelaraudtee  | Tallinn – Lelle – Pärnu             | 139,8      | 1 pár rychlíků Tallinn – Viljandi (celotýdenně) 8 párů osobních vlaků Tallinn – Rapla (celotýdenně), 4 páry osobních vlaků Tallinn – Rapla – Türi (celotýdenně), 4 páry osobních vlaků Tallinn – Rapla – Türi – Viljandi (celotýdenně) úsek Lelle – Pärnu bez osobní dopravy |
| Edelaraudtee  | Lelle – Viljandi                    | 78,7       | 1 pár rychlíků Tallinn – Viljandi (celotýdenně) 8 párů osobních vlaků Tallinn – Rapla (celotýdenně), 4 páry osobních vlaků Tallinn – Rapla – Türi (celotýdenně), 4 páry osobních vlaků Tallinn – Rapla – Türi – Viljandi (celotýdenně) úsek Lelle – Pärnu bez osobní dopravy |

## Dopravci
Vnitrostátní osobní železniční dopravu v Estonsku provozuje společnost Elron. Její vozový park je tvořen 38 dvou- až čtyřvozovými jednotkami Stadler FLIRT v dieselové a elektrické modifikaci. Plánována je také dodávka 16 elektrických jednotek Škoda RegioPanter, první vozidla mají být dodána na jaře 2024. Mezinárodní osobní dopravu v roce 2023 provozovala lotyšská společnost Pasažieru vilciens na lince Valga – Riga, před rokem 2020 existovalo také spojení Tallinn – Narva – Petrohrad provozované dopravcem GoRail. Největším nákladním železničním dopravcem v Estonsku je Operail (dřívější EVR Cargo), dalším nákladním dopravcem byl v minulosti Spacecom.

## Mezinárodní spojení
Na estonské železniční síti se nacházejí následující hraniční přechody:
- Lotyšsko
  - Valga – Valka
- Rusko
  - Narva – Ivangorod
  - Koidula – Pečory

Estonsko, Lotyšsko i Rusko používají stejný rozchod koleje (1 520, resp. 1 524 mm). Žádný z hraničních přechodů neleží na elektrizované trati.
Mezistátní osobní doprava byla v prosinci 2023 provozována pouze mezi Estonskem a Lotyšskem, a to denně dvěma páry rychlíků Valga – Riga lotyšského dopravce Pasažieru vilciens. Plánována je vlaková linka Tartu – Valga – Riga, zahájení provozu je předpokládáno v roce 2024. Zprovoznění linky je záměrem estonského ministerstva klimatu. Provoz na hranici s Ruskem byl omezen nejprve na jaře 2020 kvůli pandemii covidu-19, posléze v roce 2022 v souvislosti s ruskou invazí na Ukrajinu.
Nový hraniční přechod s Lotyšskem vznikne v rámci připravované vysokorychlostní trati Rail Baltica, a to mezi stanicemi Häädemeeste a Ainaži.